# Florin Abelès
Florin Abelès (1922 Galați – 2005) byl francouzský fyzik.

## Život
Získal inženýrský diplom na École supérieure d'optique v roce 1947. Doktorát obhájil v roce 1949 na fakultě věd pařížské univerzity (Recherches sur la propagation des ondes électromagnétiques sinusoidales dans les milieux stratifiés. Application aux couches minces). Od roku 1965 působil jako řádný profesor pařížské univerzity. V roce 1952 založil Institut d’optique théorique et appliquée.
Mezinárodní uznání získal za objevy v oblasti optiky, zvláště v oboru tenkých vrstev a elipsometrie. V roce založil 1969 mezinárodní časopis Optics Communications, který vedl do roku 1993.

## Ocenění
- cena Holweck (Société Française de Physique et Institute of Physics)
- cena Louis Lancel de la Société française de physique
- medaile C.E.K. Mees de l’Optical Society of America